# Nadie oyó gritar
Nadie oyó gritar, en inglés No One Heard the Scream, es una película de suspense y misterio estrenado en 1973 con dirección de Eloy de la Iglesia. Sexta película del realizador vasco, encarnan los roles principales actores con quienes ya había trabajado en ocasiones anteriores: Carmen Sevilla en El techo de cristal (1971) y Vicente Parra en La semana del asesino (1972). El guion, escrito por el realizador, Antonio Fos y Gabriel Moreno Burgos, narra cómo una prostituta se ve obligada a ayudar a su vecino al descubrirlo fortuitamente deshaciéndose del cadáver de su mujer a través del hueco del ascensor. 
La película es una mezcla de géneros, pudiéndose encontrar drama, comedia negra, suspense, thriller psicológico o gore, aunque el género dominante es el thriller de misterio. También se exploran algunos temas recurrentes en la filmografía del director: el voyeurismo, el sistema de clases sociales, la iconografía homoerótica o el socialismo.

## Argumento
Elisa (Carmen Sevilla) es una mujer hermosa de poco más de treinta años que financia su cómodo estilo de vida manteniendo relaciones con señores de edad avanzada. Óscar (Antonio Casas), un hombre rico que le ha proporcionado un apartamento, un coche o dinero a cambio de pasar con él un fin de semana al mes, la reclama en Londres. En el último momento, Elisa, aparentemente cansada de este tren de vida, decide cancelar el vuelo, provocando el enojo de Óscar.
El edificio donde Elisa reside en Madrid, un moderno complejo, está prácticamente vacío el fin de semana. A excepción de sus vecinos de al lado sólo hay oficinas y un portero (Goyo Lebrero) con problemas de audición. Sola en el apartamento, Elisa se ducha buscando relajarse. Pero empieza a oír ruidos sospechosos. Sale para investigar y encuentra a su vecino Miguel (Vicente Parra) dejando caer el cuerpo asesinado de su esposa, Nuria (María Asquerino), por el hueco del ascensor. Elisa regresa precipitadamente a su apartamento y cierra la puerta. Miguel logra cortar su línea telefónica y Elisa, incapaz de llamar a la policía, observa cómo su vecino, empuñando un arma, entra en el apartamento a través de una ventana. En lugar de matarla, Miguel decide perdonarle la vida si acepta convertirse en cómplice. De mala gana Elisa se ve impelida, para salvar la vida, a ayudar a Miguel. Ambos logran recuperar el cuerpo de Nuria del hueco del ascensor, lo envuelven con una cortina de ducha y lo meten en el maletero del coche de Elisa. Elisa tiene una casa de vacaciones y un barco en el lago de San Juan, cerca de Madrid. Miguel decide que el mejor lugar y el más seguro para deshacerse del cadáver es el lago.
Mientras ambos se dirigen al destino son detenidos por la policía. En la carretera ha sucedido un accidente con heridos al salirse de la carretera un autobús. Ante la ausencia de ambulancias, la policía les pide que transporten a una pareja gravemente herida a un cercano hospital, sin sospechar que ocultan un cadáver en el maletero. Un extraño lazo comienza a nacer entre Elisa y Miguel. Ella parece dispuesta a cooperar con Miguel por su atractivo y su personalidad. En el trayecto él le confiesa que sus sueños de convertirse en un escritor exitoso nunca llegaron a buen término. En su lugar se casó con una mujer rica, que no le amaba y que le trataba mal, y con la que no era feliz.
Finalmente la pareja llega al lago y, llevando el barco de Elisa al centro, Miguel sumerge el cuerpo como estaba previsto. En una maniobra sorpresiva Elisa hace que su secuestrador caiga al agua. Aunque podría fácilmente matarlo decide no hacerlo y lo ayuda a volver a subir. De regreso al chalet, en la orilla del lago, Miguel conoce a Tony (Tony Isbert), el joven amante a quien Elisa mantiene. La tensión homoerótica es evidente entre los dos hombres medio desnudos. Tony va a nadar, dejando a Miguel y Elisa solos, mientras crece la atracción sexual entre Elisa y su secuestrador.
Elisa y Miguel regresan a su edificio de apartamentos en Madrid. Por la noche deciden salir juntos a un club donde vuelven a encontrarse con Tony. Elisa confiesa que es su amante pero, atraída por Miguel, de vuelta a su apartamento mantiene relaciones sexuales con su vecino. A la mañana siguiente Elisa se encuentra a Miguel en su cama brutalmente asesinado. Inicialmente no sabe lo que ha pasado hasta que aparece Nuria, la esposa de Miguel, y le explica que el cuerpo que arrojaron al lago no era el suyo sino el de la amante de Miguel. Nuria confiesa que mientras Elisa dormía, con la ayuda de unas pastillas para dormir, ella mató a su marido vengándose por sus infidelidades. Como Elisa ya tiene experiencia en deshacerse de un cuerpo, Nuria le pide que la ayude; algo que Elisa parece estar dispuesta a hacer, pero no queda resuelto en la conclusión de la película.

## Reparto
- Carmen Sevilla - Elisa
- Vicente Parra - Miguel
- María Asquerino - Nuria
- Antonio Casas - Óscar
- Goyo Lebrero - Portero
- Felipe Solano - Agente
- Ramón Lillo - Agente
- Antonio del Real - Ayudante del juez
- Tony Isbert - Tony
- Eloy de la Iglesia - Hombre herido en el hospital

## Producción
A diferencia de anteriores proyectos de Eloy de la Iglesia, como El techo de cristal o La semana del asesino, Nadie oyó gritar fue una película de encargo por parte del director y productor Benito Perojo que apenas tuvo problemas con la censura cinematográfica. Sin embargo su repercusión en taquilla fue menor que en las dos obras anteriormente mencionadas, que el director achacó al intento de utilizar la misma fórmula que en El techo de cristal de una manera más esquemática.

A él la película le gustaba mucho más que a mí. Él tenía una visión de director absolutamente técnica y profesional; entendía que el director era el técnico más cualificado, el más importante en la creación de la película, pero nada más. Luego me propuso hacer una con Raphael (cantante), que posteriormente rodó Javier Aguirre Fernández, y no entendía que me negara. Tenía una visión muy americana: el director tiene derecho a exigir medios, pero nada más.
Eloy de la Iglesia, sobre Benito Perojo en Conocer a Eloy de la Iglesia (Filmoteca Vasca, 1996)

Con una duración de 90 minutos y rodaje en Madrid, fue la última colaboración de Carmen Sevilla y Vicente Parra con el director.

Es evidente que en Nadie oyó gritar había un protagonismo del argumento. (...) Todo era como muy falso, con unos decorados horrorosos, aunque eran naturales, con esos baños redondos, un empapelado muy hortera, todo muy bien puesto; todo era artificial, como el viaje a Londres del principio, para que se notara que habíamos ido a Londres y se viera la producción, no porque sirviera para nada a la historia.

Eloy de la Iglesia, sobre Nadie oyó gritar en Conocer a Eloy de la Iglesia (Filmoteca Vasca, 1996)

## Recepción
La película cuenta con críticas neutras o positivas en los portales de información cinematográfica. Con 88 valoraciones en IMDb, la película obtiene una puntuación de 6,2 sobre 10. En FilmAffinity, de 5,2 sobre 10 con 172 votos.
Pastor Sebastián Domizzi, en la web cinefania.com, destaca de la película que "ofrece un final realmente sorpresivo, adelantándose unos cuantos años a los thrillers retorcidos que en los años ’80 nos inculcase el gran Brian De Palma (...) En nuestra opinión, estamos ante una auténtica fotonovela animada, efecto reforzado por el collage de los créditos iniciales del film, que nos transporta a las páginas de la recordada revista Nocturno".